# 雄勝町 (秋田県)
雄勝町（おがちまち）は、かつて秋田県雄勝郡におかれていた町。小野小町の誕生の地とされており、あきたこまちはここを由来としたものである。
2005年（平成17年）3月22日、湯沢市および雄勝郡稲川町・皆瀬村と合併し、新しい湯沢市の一部となった。

## 町のシンボル
- 町の花は芍薬。
- 町の木は杉。
- 町の鳥は山鳥。1964年（昭和39年）制定。

## 地理
- 山：神室山
- 河川：役内川

### 隣接していた自治体
- 秋田県
  - 湯沢市
  - 雄勝郡：羽後町、東成瀬村、皆瀬村
  - 由利郡：鳥海町
- 山形県
  - 新庄市
  - 最上郡：真室川町、最上町
- 宮城県
  - 玉造郡：鳴子町

## 沿革
- 1955年（昭和30年）
  - 4月15日 - 雄勝郡院内町、横堀町、秋ノ宮村が合併し雄勝町が発足。
  - 7月25日 - 雄勝郡小野村を編入。
- 2005年（平成17年）3月22日 - 湯沢市、雄勝郡稲川町・皆瀬村と合併し、新しい湯沢市の一部となった。

## 地域

### 教育
- 秋田県立雄勝高等学校

## 交通

### 鉄道
- 東日本旅客鉄道
  - 奥羽本線：横堀駅 - 院内駅

### バス
- 羽後交通

### 道路
- 一般国道
  - 国道13号
  - 国道108号
- 主要地方道
  - 秋田県道73号雄勝金山線
- 一般県道
  - 秋田県道278号雄勝湯沢線
  - 秋田県道310号秋ノ宮小安温泉線

## 名所・旧跡・観光スポット・祭事・催事
- 秋ノ宮温泉郷
- 院内銀山跡
- えびしだら

## 出身有名人
- 菅義偉 - 政治家、第99代内閣総理大臣、第26代自由民主党総裁
- 菅運吉 - 商人
- 菅礼治 - 実業家
- 筋野裕子 - 青森放送（RAB）アナウンサー
- 豊島ミホ - 小説家
- 西村幸次郎 - 法学者
- 沼倉裕 - 実業家
- 白龍山慶祐 - 1950年代に活躍した大相撲力士
- 清國勝雄 - 伊勢ヶ濱部屋（入門当初は荒磯部屋）所属の元大相撲力士